# ケルン中央駅
ケルン中央駅（ケルンちゅうおうえき、ドイツ語: Köln Hauptbahnhof）はドイツ、ノルトライン＝ヴェストファーレン州ケルン行政管区ケルンにあるドイツ鉄道の主要鉄道駅である。主要都市と結ばれ、フランクフルト・アム・マインとはケルン南部から始まるケルン-ライン＝マイン高速線を介し、ICEが高頻度で運行されている。
ライン川右岸からの列車は、3複線のホーエンツォレルン橋を渡り、続く急カーブを曲がりながら進入する。

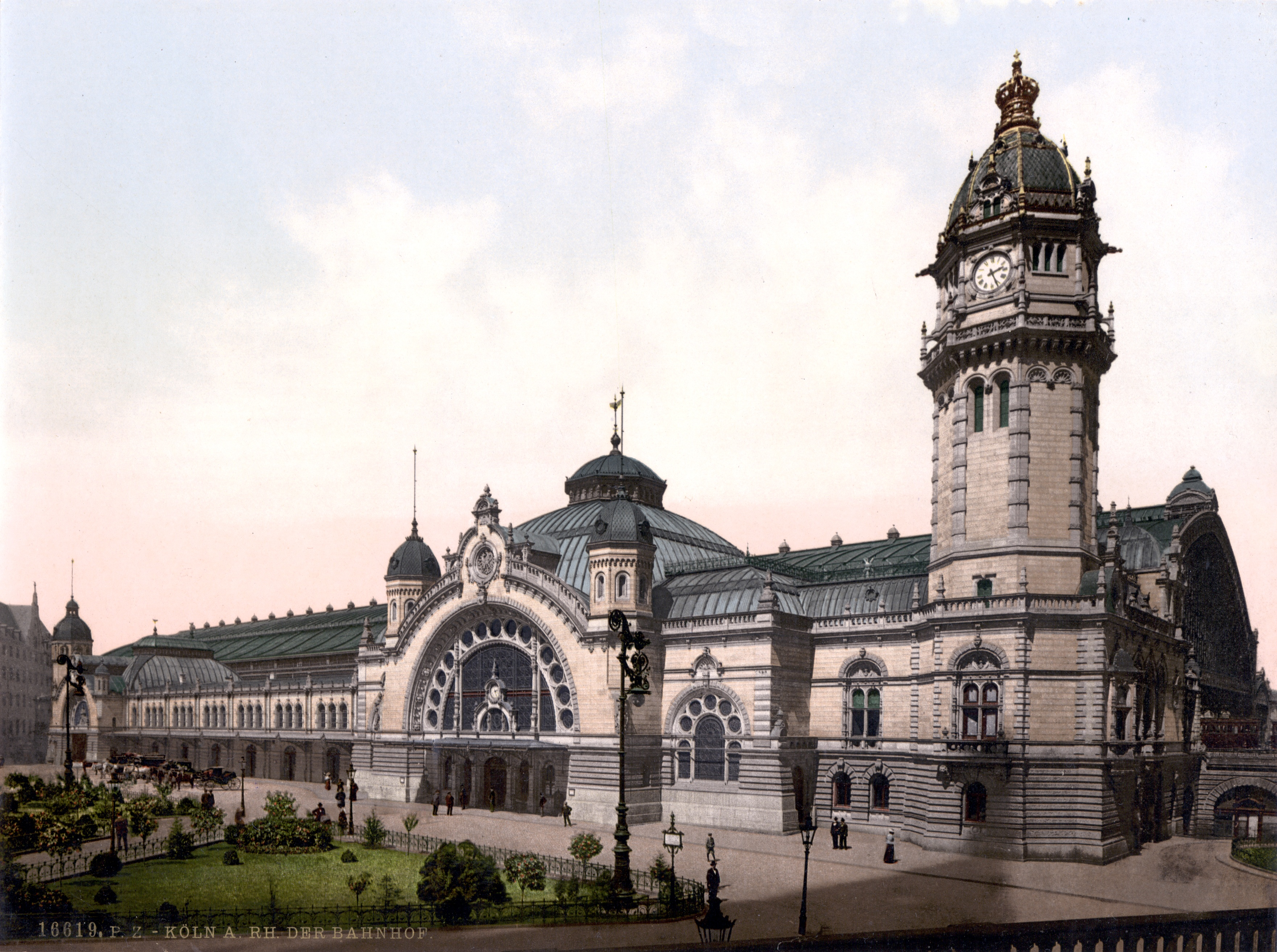
旧駅舎

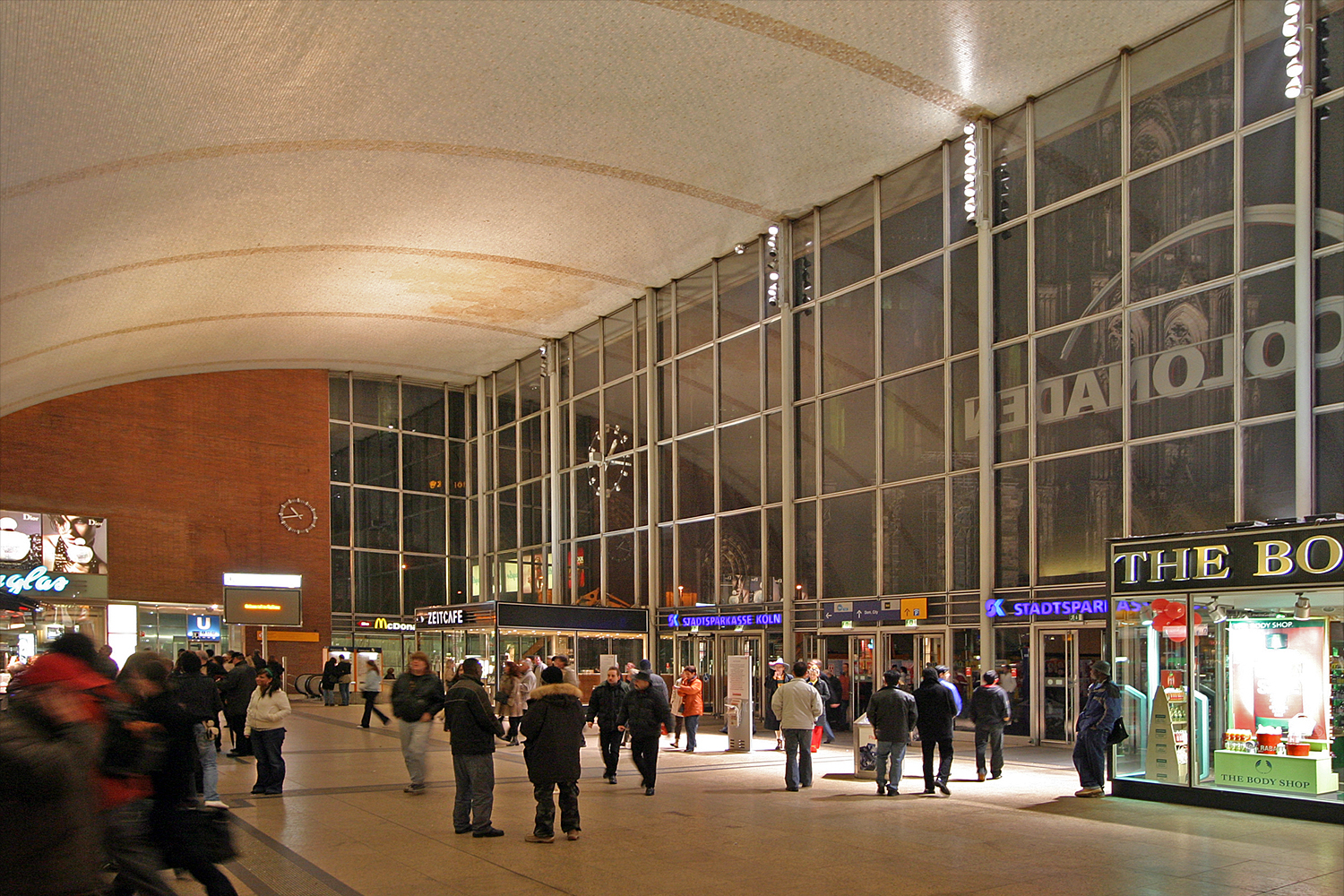
コンコース

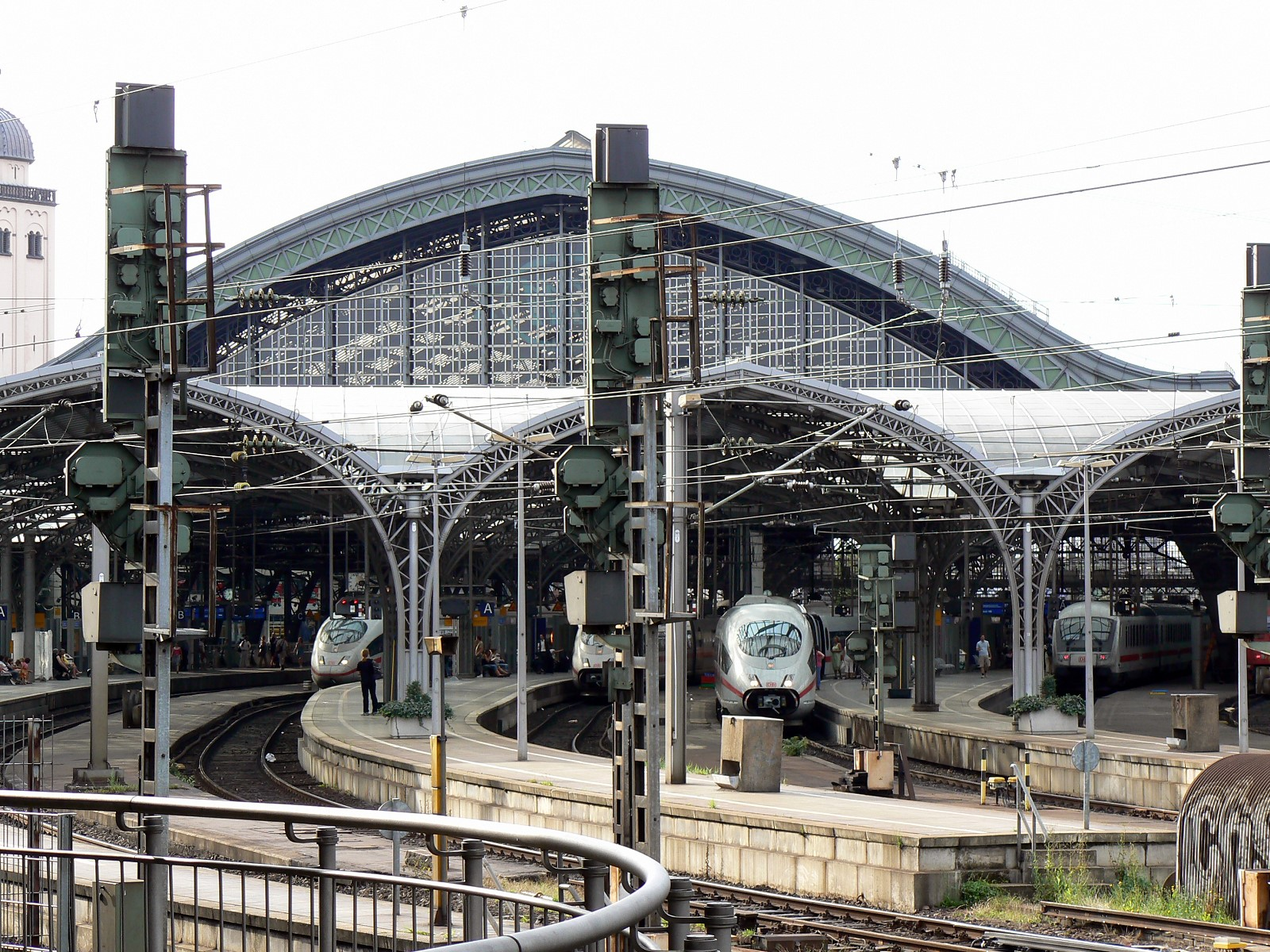
ケルン中央駅のICE

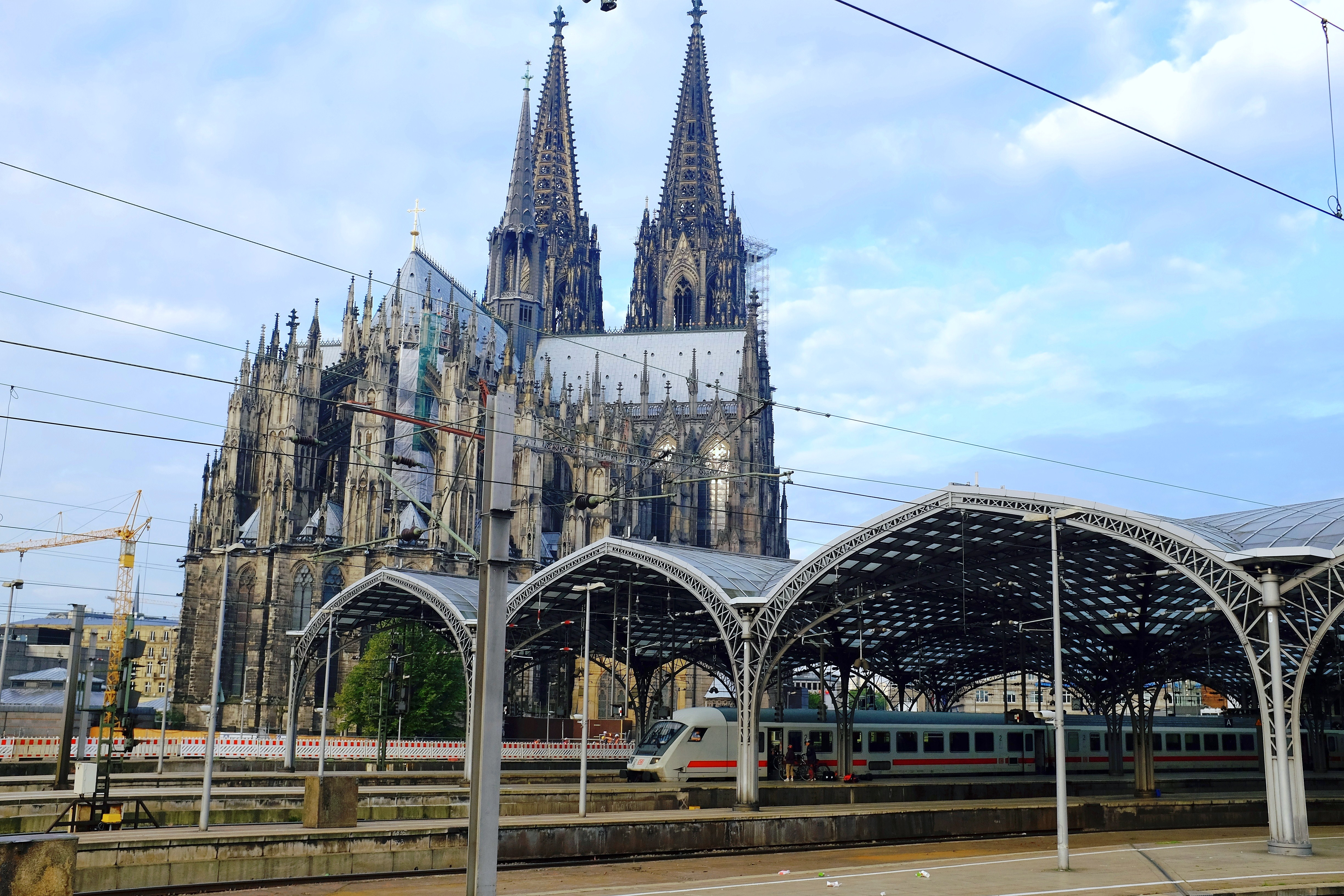
プラットフォームから見た大聖堂

## 沿革
ケルン中央駅は1859年にライン川にかかるドーム橋の開通と同時に開業する。当時、ケルンには5社の鉄道会社があった。ケルンにどのように駅を造るかなどがいろいろと議論の対象となっていた。駅の容量が一杯になり、拡張が決定すると1894年にジョージ・フレンツェン設計のゴシック様式の新駅舎が誕生する。プラットフォームの数も増え、規模も拡大し中央駅としての体裁を整えた。
ケルン中央駅の発展とともにドーム橋では不十分となり、1911年、同じ位置にホーエンツォレルン橋が架けられた。
第二次世界大戦中の1944年に爆撃の被害に遭い見るも無残な姿になってしまったが、戦後大規模な改築工事が5年間の期間でなされ、1957年に現駅舎が誕生する。ケルン中央駅のホームはドイツ一美しいと言われる場合もあり、ライン川に向かって狭まっていくのを解決するため、左右対称の曲線ではなく、幾何学的なデザインが採用されている。また、ケルン大聖堂との調和を計るために様々な考慮がなされた。フランクフルト・アム・マインへの高速新線開業に向け駅の改修工事も進められた。

### 略史
- 1859年 開業
- 1894年 駅拡張
- 1957年 第二次大戦後の駅舎再建開業
- 1991年 Sバーンの線路増

## 駅構造
通過式構造で11線の線路が敷かれており、規模の割りにコンパクトにまとまっている。

## 利用状況
一日当たりの利用客数は25万人でハノーファー中央駅やデュッセルドルフ中央駅などと同規模の旅客数でドイツでも有数の旅客駅であり、21あるカテゴリー1の駅のうちの一つでもある。

## 列車系統

### 長距離列車
- ICE-Line 10
  - ベルリン - ハノーファー - ハム  - ドルトムント - エッセン - デュースブルク - デュッセルドルフ - ケルン-ケルン・メッセ/ドイツ/ケルン・ボン空港（- コブレンツ - トリーア）
  - ベルリン - ハノーファー - ハム  - ハーゲン - ヴッパータール - ケルン（- ボン - コブレンツ）

- IC-Line 30
  - （ヴェスターラント - ）ハンブルク - ミュンスター - ドルトムント - エッセン - デュースブルク - デュッセルドルフ - ケルン - ボン - マインツ - マンハイム - カールスルーエ

- IC(E)-Line 31
  - （キール -）ハンブルク - ドルトムント - ヴッパータール - ケルン-ボン - フランクフルト空港 - フランクフルト・アム・マイン - ヴュルツブルク - ニュルンベルク - パッサウ（- ウィーン）

- IC-Line 32
  - ドルトムント - エッセン - デュースブルク - デュッセルドルフ - ケルン - ボン - マインツ - マンハイム - ハイデルベルク - シュトゥットガルト

- IC-Line 35
  - ノルトダイヒ - ミュンスター - オーバーハウゼン - デュースブルク - デュッセルドルフ - ケルン - ボン - コブレンツ - トリーア（- ルクセンブルク）

- ICE-Line 41
  - （オーバーハウゼン -）（ドルトムント - エッセン -）デュースブルク - デュッセルドルフ - ケルン - フランクフルト空港 - フランクフルト・アム・マイン - ヴュルツブルク - ニュルンベルク - ミュンヘン

- ICE-Line 42
  - ドルトムント - エッセン - デュースブルク - デュッセルドルフ - ケルン-ジークブルク/ボン - フランクフルト空港 - マンハイム - シュトゥットガルト - ミュンヘン

- ICE-Line 43
  - （ドルトムント - ヴッパータール -）ケルン - ジークブルク/ボン - フランクフルト空港 - マンハイム - カールスルーエ - バーゼル

- ICE-Line 45
  - ケルン - ケルン・ボン国際空港 - モンタバウアー - リンブルク南 - ヴィースバーデン - マインツ（- ダルムシュタット）

- ICE-Line 49
  - ケルン( - ケルン・ボン空港) - ジークブルク/ボン - ジークブルク - モンタバウアー-リンブルク南 - フランクフルト空港 - フランクフルト・アム・マイン

- IC-Line 55
  - ケルン - ヴッパータール - ドルトムント - ハム - ハノーファー - マクデブルク - ハレ (ザーレ) - ライプツィヒ

- ICE-Line 78/79
  - （ブリュッセル - アーヘン -）（アムステルダム - ユトレヒト - アーネム - オーバーハウゼン - デュースブルク - デュッセルドルフ -）ケルン - フランクフルト空港 - フランクフルト・アム・マイン

- ICE-Line 80 - タリス
  - ケルン - アーヘン - ブリュッセル - パリ北駅

### 中近距離列車
- RE1 NRW-Express
  - アーヘン - ケルン - デュッセルドルフ - デュースブルク - エッセン - ドルトムント - ハム

- RE5 Rhein-Express
  - （エメリヒ -）ヴェーゼル - デュースブルク - デュッセルドルフ - ケルン - ボン - コブレンツ

- RE7 Rhein-Münsterland-Express
  - ライネ - ミュンスター - ハム - ヴッパータール - ケルン - ノイス - クレーフェルト

- RE8 Rhein-Erft-Express
  - メンヒェングラートバッハ - グレーヴェンブローホ - ケルン - ボン＝ボイエル - コブレンツ

- RE9 Rhein-Sieg-Express
  - アーヘン - デューレン - ケルン - トロースドルフ - ジークブルク - ジーゲン ( - ギーセン)

- RE12 Eifel-Mosel-Express / RE22 Eifel-Express
  - ケルン - オイスキルヘン - ゲロルシュタイン（- トリーア）

- RB24 Eifelbahn
  - ケルン - オイスキルヘン - カル

- RB25 Oberbergische Bahn
  - ケルン - オヴェラート - グンマースバッハ - マリーエンハイデ

- RB26 Rheinland-Bahn
  - ケルン - ボン - コブレンツ

- RB27 Rhein-Erft-Bahn
  - メンヒェングラートバッハ - グレーヴェンブローホ - ケルン - ボン-ボイエル - コブレンツ

- RB38 Erftbahn
  - ケルン - ベートブルク - ノイス - デュッセルドルフ

- RB48 Rhein-Wupper-Bahn
  - ヴッパータール - ケルン - ボン

- S6
  - ケルン＝ニッペス - ランゲンフェルト - デュッセルドルフ - ラーティンゲン東 - エッセン

- S11
  - （ヴッパータール-フォーヴィンケル -）デュッセルドルフ - ノイス - ドルマーゲン - ケルン - ベルギッシュ・グラートバッハ

- S12
  - デューレン - ホレム - ケルン - トロースドルフ - ジークブルク - ヘネフ - アウ

- S13
  - （ホレム -）ケルン - ケルン・ボン空港 - トロースドルフ

- Sバーンは月から金までは20分間隔運転。それ以外は30分間隔。

- ケルンLRT

## 駅周辺

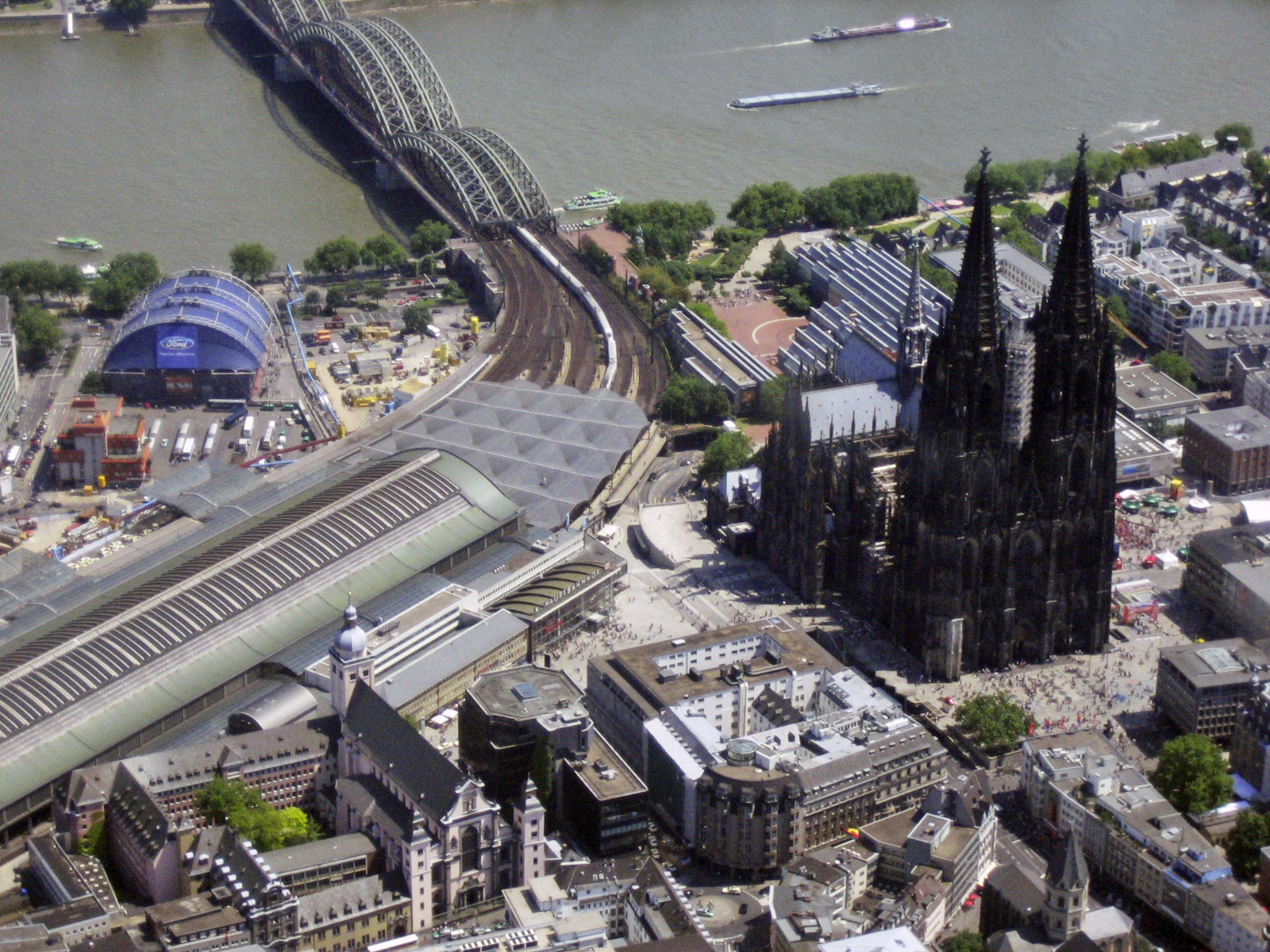
大聖堂とライン川

駅はケルンの中心部にあり、ケルン大聖堂に程近い。ライン川に架かる鉄道橋ホーエンツォレルン橋には歩行者用の通路があり、歩いて渡ることが出来る。橋の400m程先には主要駅ケルン・メッセ/ドイツ駅がある。
- ケルン大聖堂
- ルートヴィヒ美術館
- ライン川
- ホーエンツォレルン橋

### 航空との連携
ケルン中央駅にはIATAコードが付けられている。ルフトハンザドイツ航空とドイツ鉄道、フラポート（フランクフルト空港会社）との共同で行っている列車サービス“AIRail”を拡大し2003年1月15日より、ケルン〜フランクフルト路線に導入した。ルフトハンザのネットワークに組み込まれている“AirRail”は、2001年3月にシュトゥットガルト〜フランクフルト間で開始された上記3社による共同プロジェクトで、ICEをルフトハンザの便名で運行するサービスである。高速新線の開業により所要時間が大幅に短縮された区間の航空便の運行を減らし代わりに列車を使うことで環境への配慮や旅客の利便性が図られている。ケルン中央駅で、手荷物を最終目的地まで預け、フランクフルトからの接続便の搭乗券を受け取るまでの、全ての搭乗手続きが可能になりスムーズな移動が出来るようになった。